# 경기공항리무진버스
경기공항리무진버스 (京畿空港―)는 대한민국 경기도 수원시와 안양권 지역을 거점으로 공항버스를 운영하는 운수회사로 본점은 경기도 수원시 권선구 산업로 60(오목천동)에, 본사는 경기도 안양시 동안구 시민대로 181(비산동)에 위치해 있다.

## 현황
2018년 1월 기준이다.
시외버스
| 운행업체           | 보유 노선수 | 보유 노선수 | 보유 노선수 | 등록 대수 | 등록 대수 | 등록 대수 | 등록 대수 |
| ------------------ | ----------- | ----------- | ----------- | --------- | --------- | --------- | --------- |
| 운행업체           | 노선 합계   | 시외버스    | 고속버스    | 대수 합계 | 시외버스  | 일반고속  | 우등고속  |
| 경기공항리무진버스 | 4           | 4           | -           | 67        | 67        | -         | -         |

## 과거 운행 노선
2018년 6월 3일부터 2020년 9월 14일까지 용남공항리무진에서 아래 노선을 운행했다.
| 노선 번호 | 운행구간            | 운행구간 | 운행구간                                    | 운행구간 | 운행구간         | 경유지                                                                     |
| --------- | ------------------- | -------- | ------------------------------------------- | -------- | ---------------- | -------------------------------------------------------------------------- |
| A4000     | 동수원 호텔캐슬     | ↔        | 영동고속도로 인천대교                       | ↔        | 인천공항 (T1·T2) | 라마다호텔(하행), 한일타운                                                 |
| A4100     | 영통역 랜드마크호텔 | ↔        | 수원광명고속도로 제3경인고속화도로 인천대교 | ↔        | 인천공항 (T1·T2) | 이비스호텔 (하행), 수원종합버스터미널, 수원역·노보텔앰배서더, 서수원터미널 |
| A4100     | 영통역 랜드마크호텔 | ↔        | 수원광명고속도로 제3경인고속화도로 인천대교 | ↔        | 인천공항 (T1·T2) | 망포역, 호매실, 서수원터미널                                               |
| A4200     | 군포 산본           | ↔        | 제2경인고속도로 인천대교                    | ↔        | 인천공항 (T1·T2) | 범계, 안양역/관악역                                                        |
| A4300     | 동수원 호텔캐슬     | ↔        | 제2경인고속도로 수도권제1순환고속도로       | ↔        | 김포공항         | 한일타운, 의왕고천, 호계사거리, 범계, 관악역                               |
| A4300     | 동수원 호텔캐슬     | ↔        | 제2경인고속도로 수도권제1순환고속도로       | ↔        | 김포공항         | 수원역·노보텔앰배서더, 서수원터미널                                        |

## 특징
- 군포, 의왕, 안양과 수원 주요지역을 연결하는 유일한 공항버스이다.
- 당초 안양선 노선이 산본신도시 - 범계역 - 인천국제공항을 직통으로 운행했으나, 안양 구도심 주민의 편의를 위해 1시간에 한번씩 안양역을 경유하고 있다.
- 범계역 인근 동안경찰서 앞에는 공항버스 전용 정류장이 있으며 인천국제공항행 버스와 김포국제공항행 버스의 환승이 가능하다.
- 인천국제공항행 노선의 경우 제2경인고속도로 인천대교를 경유하여 운행한다.
- 김포국제공항 노선이 2015년 10월 12일 분리되어 하루 12회는 한일타운 대신 수원역을 경유하며, 2016년 3월 2일 수원역 경유 노선이 서수원시외버스터미널을 경유하게 되었다.
- 영통-인천국제공항 노선이 2016년 10월 28일 분리되어 하루 10회는 수원터미널과 수원역 대신 호매실을 경유한다.
- KD운송그룹, 즉 경기고속 등과는 관련이 없는 기업이다.

## 운행 차량

#### 현대자동차
- 현대 유니버스 익스프레스 프라임
- 현대 유니버스 익스프레스 노블
- 현대 뉴 프리미엄 유니버스 익스프레스 노블
- 현대 뉴 프리미엄 유니버스 노블 EX

#### 기아
- 기아 뉴 그랜버드 이노베이션 선샤인
- 기아 그랜버드 슈퍼 프리미엄 실크로드

## 사진

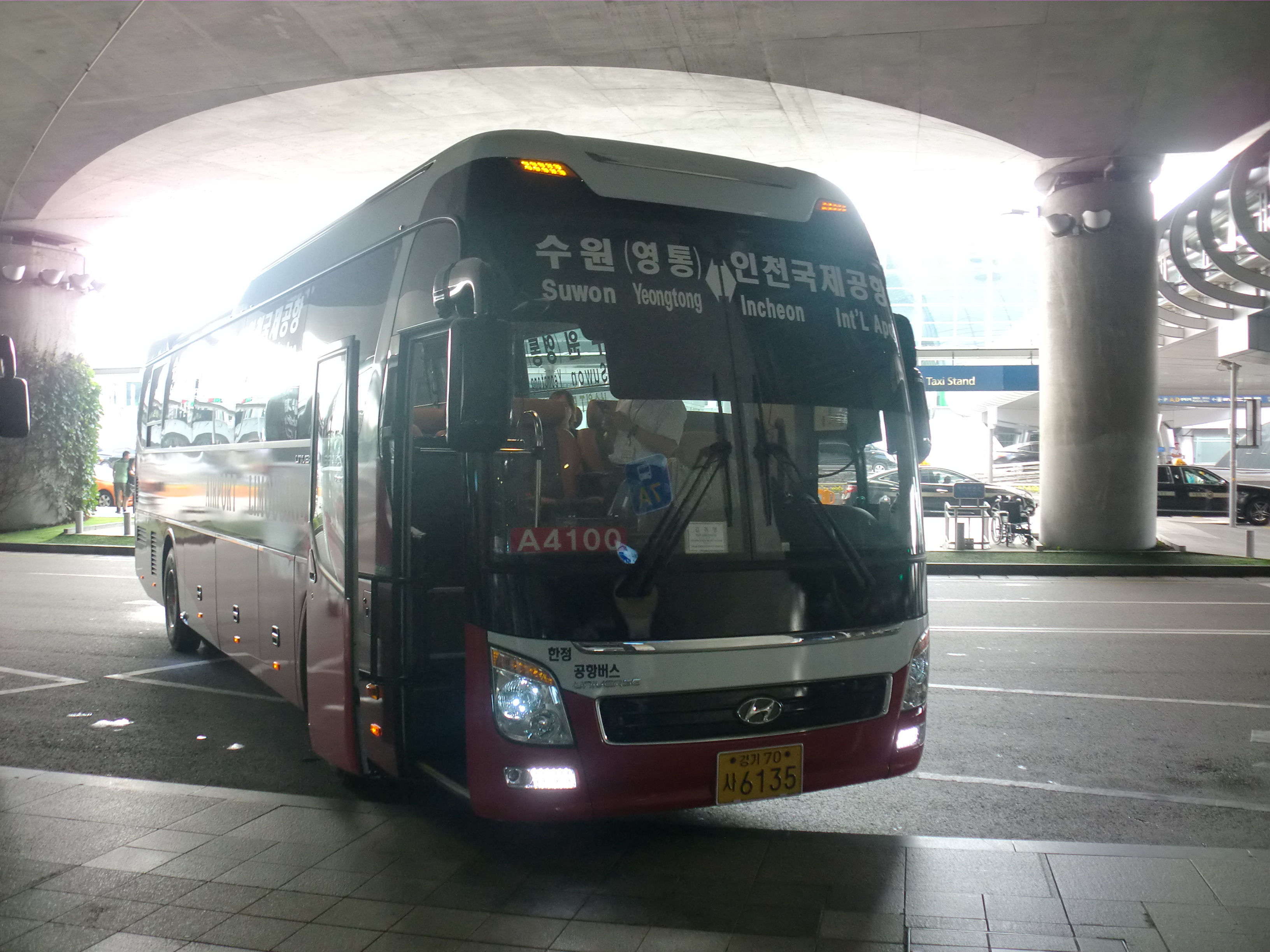
A4100번 버스
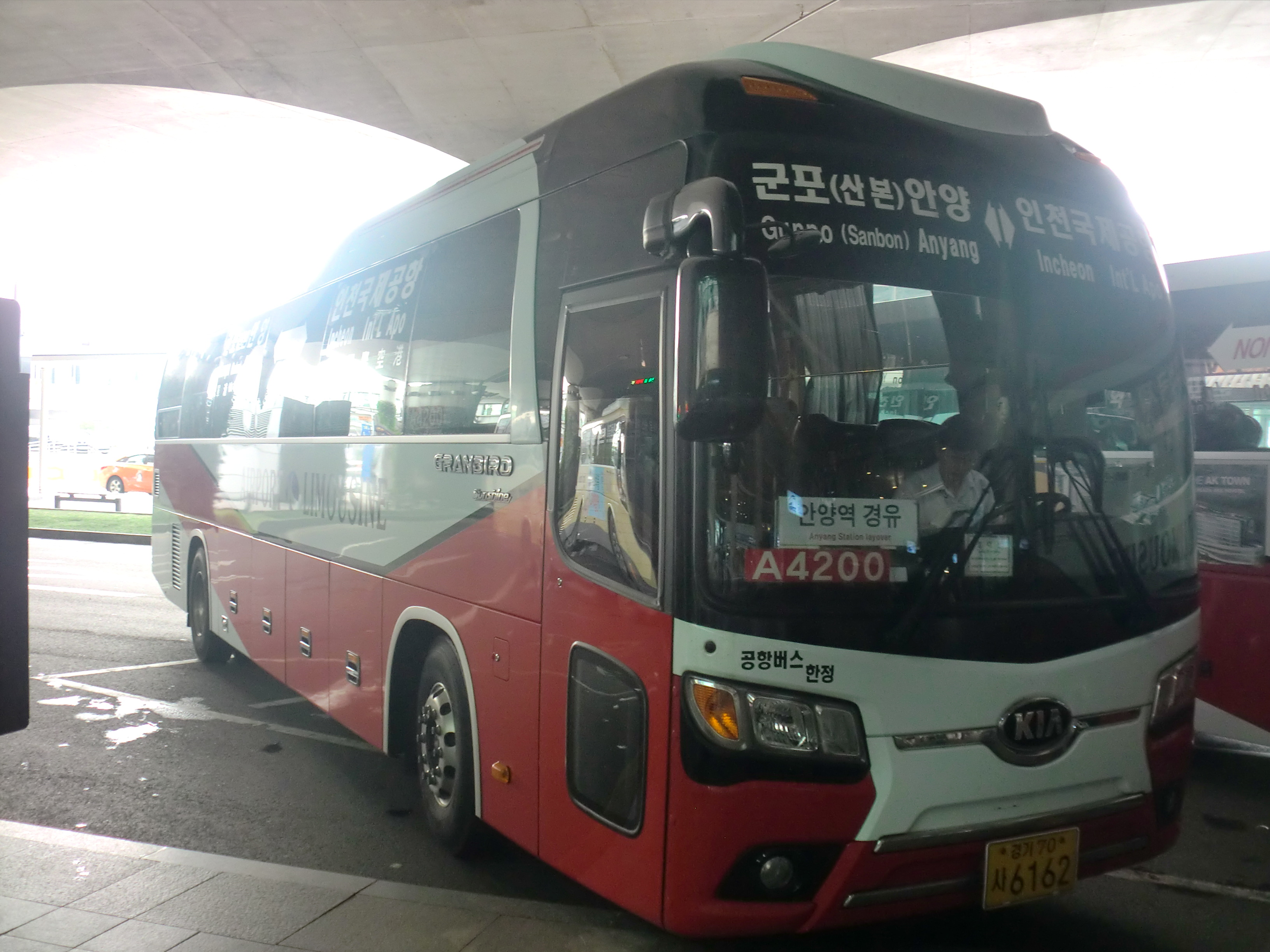
A4200번 버스